# Gemmula ducalis
Gemmula ducalis é uma espécie de gastrópode do gênero Gemmula, pertencente a família Turridae.